# Ядро атома

Модель атомного ядра, що зображує його у вигляді компактної зв'язки нуклонів: протонів (червоні) та нейтронів (сині). На малюнку протони й нейтрони зображені у вигляді маленьких кульок, приклеєних одна до одної, насправді ж стан ядра точно описується лише квантовою механікою. Наприклад, у дійсності кожен нуклон перебуває в кількох місцях одночасно, розповсюджуючись на все ядро

Ядро́ — центральна частина атома, в якій зосереджена основна частина маси атома (понад 99,9 %). Ядро має позитивний заряд, що дорівнює кількості протонів, що входять в його склад, і саме від величини заряду ядра залежить, який хімічний елемент представлений атомом.
У порівнянні з розмірами атома, який визначається радіусом електронних орбіт, розміри ядра надзвичайно малі — 10−15-10−14 м, тобто приблизно у 10-100 тисяч разів менші від розміру самого атома.
Атомне ядро складається з нуклонів — позитивно заряджених протонів та нейтральних нейтронів, близьких за масою та іншими властивостями частинок, які взаємодіють між собою через сильну взаємодію.
Ядро найпростішого атома — атома водню (ізотоп протій) — є одним протоном.

## Історія досліджень
Поняття про ядро атома запровадив 1911 року Ернест Резерфорд. Він здійснив експерименти з розсіювання альфа-частинок на металевих фольгах і запропонував планетарну модель атома. Після виявлення стабільних ізотопів елементів ядру найлегшого атома було відведено роль структурної частки всіх ядер. З 1920 року ядро атома водню має офіційний термін — протон. Після проміжної протон-електронної теорії будови ядра, що мала чимало явних недоліків (у першу чергу вона суперечила експериментальним результатам вимірювань спінів та магнітних моментів ядер), 1932 року англійський фізик Джеймс Чедвік відкрив нову електрично нейтральну частинку, яку назвали нейтроном. Того ж року радянський фізик-теоретик Дмитро Іваненко висунув гіпотезу про протон-нейтронну структуру ядра. Цю гіпотезу було повністю підтверджено подальшим розвитком ядерної фізики та її застосувань.

## Терміни та система позначень
Атомне ядро, що розглядається як клас частинок із певним числом протонів та нейтронів, називають нуклідом.
Число протонів у ядрі називають його зарядовим числом {\displaystyle ~Z} — це число дорівнює порядковому номеру елемента у періодичній системі елементів і збігається з кількістю електронів нейтрального атома, визначаючи, таким чином, хімічні властивості відповідного елемента. Кількість нейтронів у ядрі називають його ізотопічним числом {\displaystyle ~N}. Ядра з однаковою кількістю протонів та різною кількістю нейтронів називають ізотопами. Ядра з однаковою кількістю нейтронів, але різною кількістю протонів — називають ізотонами. Повна кількість нуклонів у ядрі називається його масовим числом {\displaystyle A} (зрозуміло, що {\displaystyle A=N+Z} та приблизно дорівнює середній масі атома, зазначеній у таблиці Менделєєва). Нукліди з однаковим масовим числом, але різним протон-нейтронним складом називають ізобарами.
Як і будь-яка квантова система, ядра можуть перебувати в метастабільному збудженому стані, в окремих випадках час життя такого стану може бути доволі тривалим (наприклад, обчислюватися роками). Такі збуджені стани ядер називаються ядерними ізомерами.
Для позначення атомних ядер (нуклідів) застосовується така система:
- в середині ставиться символ хімічного елемента, що однозначно визначає зарядове число {\displaystyle ~Z} ядра;
- ліворуч зверху від символу елемента ставиться масове число {\displaystyle A}.

Таким чином, склад ядра виявляється повністю визначений, оскільки {\displaystyle N=A-Z}.
Приклад такого позначення: 238U  — ядро урану-238, в якому 238 нуклонів, з яких 92 — протони, оскільки елемент Уран має 92-й номер у таблиці Менделєєва.
Іноді для повноти навколо позначення елемента вказують усі характеристики ядра:
- ліворуч знизу — зарядове число {\displaystyle Z}, тобто те ж саме, що зазначено символом елемента;
- ліворуч зверху — масове число {\displaystyle A};
- Праворуч знизу — ізотопічне число {\displaystyle ~N};
- якщо мова йде про ядерні ізомери, до масового числа дописується літера з послідовності m, n, p, q,… (іноді застосовують послідовність m1, m2, m3,…). Іноді цю літеру вказують як самостійний індекс праворуч зверху.

Приклади таких позначень: {\displaystyle {}_{~92}^{238}{\textrm {U}}}, {\displaystyle {}_{~92}^{238}{\textrm {U}}_{146}}, {\displaystyle {}_{~~92}^{238m}{\textrm {U}}}, {\displaystyle {}_{~92}^{238}{\textrm {U}}^{m}}.
Позначення атомних ядер та нуклідів збігаються.
З історичних та інших причин, деякі ядра мають самостійні назви. Наприклад, ядро 4He називається α-частинкою, ядро дейтерію 2H (або D) — дейтроном, а ядро тритію 3H (або T) — тритоном[джерело?]. Останні два ядра є ізотопами водню й можуть входити до складу молекул води, утворюючи так звану важку воду.

## Фізичні характеристики ядра

### Маса
Через різницю в кількості нейтронів {\displaystyle ~A-Z} ізотопи одного елемента можуть мати різну масу {\displaystyle ~M(A,Z)}, яка є важливою характеристикою ядра. У ядерній фізиці масу ядер вимірюють в атомних одиницях маси (а. о. м.), за яку беруть 1/12 частину маси нукліда 12C, тобто 1/12 маси ізотопу вуглецю з масовим числом 12. Стандартна маса, яка зазвичай наводиться для нукліда — це маса нейтрального атома. Для визначення маси ядра потрібно від маси атома відняти суму мас всіх електронів (точніше значення вийде, якщо врахувати ще й енергію зв'язку електронів з ядром).
Крім того, в ядерній фізиці часто застосовується енергетичний еквівалент маси. За співвідношенням Ейнштейна кожному значенню маси {\displaystyle ~M} відповідає повна енергія:
{\displaystyle ~E=Mc^{2}}, де {\displaystyle c} — швидкість світла.
Енергетичний еквівалент а. о. м. дорівнює — приблизно {\displaystyle 931} МеВ.
Ядерні сили, що тримають нуклони в ядрі разом, в кілька раз сильніші за електромагнітні. Від'ємна потенціальна енергія нуклонів досягає значень, які роблять відчутним ефект внаслідок принципу еквівалентності маси та енергії — маса ядра менша від суми мас вільних нуклонів, які утворюють ядро (див. розділ дефект маси).

### Заряд
Число протонів у ядрі {\displaystyle ~Z} безпосередньо визначає його електричний заряд. В ізотопів однакова кількість протонів, але різна кількість нейтронів. Ядерні властивості ізотопів (на відміну від хімічних властивостей) можуть значно відрізнятися.
Вперше заряди атомних ядер визначив Генрі Мозлі 1913 року. Свої експериментальні спостереження вчений інтерпретував залежністю довжини хвилі характеристичного рентгенівського випромінювання від деякої константи {\displaystyle ~Z}, що змінюється на одиницю від елементу до елементу та дорівнює одиниці для водню:
{\displaystyle ~\ {\sqrt {1/\ \lambda }}=aZ-b},
де {\displaystyle ~a} та {\displaystyle ~b} — сталі.
Мозлі зробив висновок, що знайдена в його дослідах константа атома, яка визначає довжину хвилі характеристичного рентгенівського випромінювання, збігається з порядковим номером елемента і може бути лише зарядом атомного ядра. Цей висновок відомий як закон Мозлі.

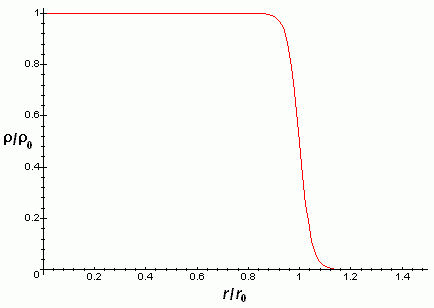
Залежність густини заряду від відстані до центру ядра.

Досліди з розсіювання високоенергетичних (>500 МеВ) електронів на ядрах дозволили встановити, що електричний заряд розподіляється в ядрі нерівномірно. Результати узгоджуються з передбаченнями статистичної моделі ядра (модель ядра як Фермі-газу). Густина електричного заряду є приблизно сталою до деякої відстані від центру ядра, далі вона повільно спадає до нуля. Приблизна залежність для сферичних ядер виглядає так:
{\displaystyle \rho (r)={\frac {\rho _{0}}{1+\exp \left({\frac {r-R_{0}}{a}}\right)}}}
де r відстань від центру, {\displaystyle R_{0}} — параметр, що має зміст відстані від центру ядра, на якій густина заряду має значення 50 % від значення в центрі ({\displaystyle \rho _{0}}) {\displaystyle a} — параметр, що однаковий для всіх ядер. Досліди показали, що {\displaystyle R_{0}\approx 1.07A^{1/3}} фм, {\displaystyle a\approx 0.55} фм. Також можна запровадити інший параметр — товщина шкіри (англ. skin thikness), який має зміст величини проміжку, на якому густина заряду спадає від 90 % до 10 % значення в центрі. Для всіх ядер товщина шкіри приблизно однакова й дорівнює 2,3 фм.

### Радіус
Аналіз розпаду важких ядер дозволив пов'язати радіус ядра з його масовим числом простим співвідношенням:
{\displaystyle ~R=r_{0}A^{1/3}},
де {\displaystyle ~r_{0}} — константа.
Оскільки радіус ядра не є суто геометричною характеристикою та пов'язаний насамперед з радіусом дії ядерних сил, то значення {\displaystyle ~r_{0}} залежить від процесу, при аналізі якого отримано значення {\displaystyle ~R}. Усереднене значення {\displaystyle ~r_{0}=1,23\ \cdot 10^{-15}} м. Таким чином, радіус ядра в метрах:
{\displaystyle ~R=1,23\ \cdot 10^{-15}A^{1/3}}.

### Моменти ядра
Як і нуклони, що входять до його складу, ядро має власний момент {\displaystyle \mathbf {J} }, що є сумою спіну {\displaystyle \mathbf {S} } й орбітального моменту {\displaystyle \mathbf {L} }. У ядерній фізиці повний момент {\displaystyle \mathbf {J} } теж називають спіном.

#### Спін
Оскільки нуклони належать до ферміонів, тобто мають спін {\displaystyle \ \hbar /2}, то і ядра повинні мати спіни. Крім того, нуклони беруть участь в ядрі в орбітальному русі, який також характеризується певним моментом кількості руху кожного нуклона. Орбітальні моменти набувають значення лише цілих чисел {\displaystyle \ \hbar }. Спіни нуклонів та їх орбітальні моменти, підсумовуються за квантовомеханічними правилами додавання моментів і складають спін ядра.
Незважаючи на те, що кількість нуклонів у ядрі може бути дуже великою, спіни ядер зазвичай невеликі й становлять не більше декількох {\displaystyle \ \hbar }, що пояснюється особливістю взаємодії нуклонів з однаковим спіном. Всі парні протони та нейтрони взаємодіють лише так, що їхні спіни взаємно компенсуються, тобто спіни нуклонів у парі завжди антипаралельні і сумарний орбітальний момент пари дорівнює нулю. В результаті ядра, що складаються з парного числа протонів та парного числа нейтронів, мають нульовий спін. Відмінні від нуля спіни мають лише ядра, до складу яких входить непарна кількість нуклонів, спін таких нуклонів складається з його ж орбітальним моментом і має деяке напівціле значення: 1/2, 3/2, 5/2. Ядра непарно-непарного складу мають цілочисельні спіни: 0, 1, 2, 3 тощо.

#### Магнітний момент
Вимірювання спінів стало можливим завдяки наявності безпосередньо пов'язаних з ними магнітних моментів. Ядра мають магнітні моменти, пов'язані зі спінами ядерним гіромагнітним співвідношенням, у якому магнетон Бора замінюється на ядерний магнетон. У цих магнетонах вони й вимірюються. Спіни різних ядер дорівнюють від −2 до +5 ядерних магнетонів. Через порівняно великі маси нуклонів магнітні моменти ядер дуже малі порівняно з магнітними моментами електронів, тому їх вимірювання набагато складніше. Як і спіни, магнітні моменти вимірюються спектроскопічними методами, найточнішим серед яких є метод ядерного магнітного резонансу.
Магнітний момент парно-парних нуклідів, як і спін, дорівнює нулю. Магнітні моменти ядер із непарною кількістю нуклонів утворюються власними моментами цих нуклонів та моментом, пов'язаним з орбітальним рухом непарного протона.

#### Електричний квадрупольний момент
Атомні ядра, спін яких перевищує одиницю або дорівнює їй, мають відмінні від нуля квадрупольні моменти, що свідчить про їх не зовсім сферичну форму. Квадрупольний момент вважають додатним, якщо проєкція спіну ядра вздовж осі симетрії (обертання) ненульова (веретеноподібне тіло), і від'ємним, якщо ядро розтягнуте в площині, перпендикулярній проєкції спіну (дископодібне тіло). Відомі ядра з позитивними та негативними квадрупольними моментами. Відсутність сферичної симетрії в електричного поля, створюваного ядром із ненульовим квадрупольним моментом, призводить до утворення додаткових енергетичних рівнів атомних електронів та появи в спектрах атомів ліній надтонкої структури, відстані між якими залежать від квадрупольного моменту.

## Енергія зв'язку та ядерні сили

Залежність середньої енергії зв'язку (по осі y) від масового числа (по осі x) ядер.

Експериментально виявлено, що для всіх стабільних ядер маса ядра менша від суми мас його нуклонів, узятих окремо. Ця різниця називається дефектом маси або надлишком маси та визначається співвідношенням:
{\displaystyle \Delta M(Z,A)=Zm_{p}+(A-Z)m_{n}-M(Z,A)},
де {\displaystyle m_{p}} та {\displaystyle m_{n}} — маси вільного протона та нейтрона, {\displaystyle M(Z,A)} — маса ядра.
Згідно з принципом еквівалентності маси і енергії дефект маси еквівалентний роботі, що виконали ядерні сили, щоб зібрати всі нуклони разом при утворенні ядра. Ця величина дорівнює зміні потенційної енергії нуклонів у результаті об'єднання в ядро.
Енергія, еквівалентна дефекту маси, називається енергією зв'язку ядра  і дорівнює:
{\displaystyle ~E_{c}=(Zm_{p}+(A-Z)m_{n}-M(Z,A))c^{2}},
де {\displaystyle ~c} — швидкість світла.
Важливим параметром ядра є енергія зв'язку, що припадає на один нуклон ядра, яку можна обчислити, розділивши енергію зв'язку ядра на кількість нуклонів, що містяться в ньому:
{\displaystyle ~\ \varepsilon =\ {\frac {E_{c}}{A}}}
Це середня енергія, яку потрібно витратити, щоб забрати з ядра один нуклон, або середня зміна енергії зв'язку ядра, коли вільний протон або нейтрон поглинається ним.
Як видно з малюнка, для малих значень масових чисел питома енергія зв'язку ядер стрімко зростає зі збільшенням маси ядра й сягає максимуму для {\displaystyle A\approx 50\ \div 60} (приблизно 8,8 МеВ). Нукліди з такими масовими числами найстійкіші. Із подальшим зростанням {\displaystyle ~A} середня енергія зв'язку зменшується, проте в широкому інтервалі масових чисел значення енергії майже стале ({\displaystyle ~\ \epsilon \ \approx 8} МеВ), з чого випливає, що можна записати {\displaystyle ~E_{c}\ \approx \ \epsilon A}.
Такий характер поведінки середньої енергії зв'язку вказує на властивість ядерних сил досягати насичення, тобто можливість нуклона взаємодіяти лише з обмеженою кількістю «партнерів». Якби ядерні сили не мали властивості насичення, то в межах радіуса дії ядерних сил кожний нуклон взаємодіяв б з усіма іншими, й енергія взаємодії була б пропорційна {\displaystyle ~A(A-1)}, а середня енергія зв'язку на один нуклон неухильно зростала б зі зростанням {\displaystyle ~A}.
Загалом залежність енергії зв'язку від масового числа описується формулою Вайцзеккера в краплинній моделі ядра
.
Велика енергія зв'язку нуклонів, що входять до ядра, свідчить про існування ядерних сил, оскільки гравітаційні сили занадто малі, щоб подолати взаємне електростатичне відштовхування протонів у ядрі. Зв'язок нуклонів здійснюється силами з надзвичайно малим радіусом дії. Вони виникають внаслідок того, що між нуклонами ядра відбувається безперервний обмін віртуальними частинками — пі-мезонами. Оскільки взаємодія здійснюється через обмін масивними частинками, це пояснює властивість насичення ядерних сил — нуклон може взаємодіяти лише з тими сусідами, до яких може дістатися віртуальна частинка за короткий час свого існування. Ядерні сили залежать від спіну, не залежать від електричного заряду і не є центральними силами.

## Стабільність та радіоактивність ядер
Серед ізотопів розрізняють стабільні й нестабільні. Нестабільні ізотопи перетворюються в ядра інших елементів у результаті одного з типів радіоактивного розпаду. Деякі важкі хімічні елементи взагалі не мають стабільних ізотопів. Всього відомо понад 3000 ізотопів[джерело?], абсолютно стабільними є трохи більше 200 із них.

Залежність числа нейтронів N від числа протонів Z в атомних ядрах (N=A-Z).

З факту зменшення середньої енергії зв'язку для нуклідів з масовими числами більшими або меншими від 50-60 випливає, що для ядер з малими {\displaystyle ~A} енергетично вигідний процес злиття — термоядерний синтез, який призводить до збільшення масового числа, а для ядер з великими {\displaystyle ~A} — процес поділу. Останнім часом обидва ці процеси, що призводять до виділення енергії, здійснені людиною, причому останній лежить в основі сучасної ядерної енергетики, а перший перебуває у стадії розробки.
Детальні дослідження довели, що стійкість ядер також істотно залежить від параметра {\displaystyle N/Z} — відношення чисел нейтронів та протонів. В середньому для найстабільніших ядер {\displaystyle N/Z\ \approx 1+0.015A^{2/3}}, тому ядра легких нуклідів найбільш стійкі при {\displaystyle N\ \approx Z}, а зі зростанням масового числа дедалі помітнішим стає електростатичне відштовхування між протонами й область стійкості зсувається в бік {\displaystyle N>Z} (див. пояснювальний малюнок).
Якщо розглянути таблицю стабільних нуклідів, які трапляються в природі, можна звернути увагу на їхній розподіл між парними та непарними числами нуклонів {\displaystyle ~Z} та {\displaystyle ~N}. Всі ядра з парними значеннями цих величин є ядрами легких нуклідів {\displaystyle {}_{1}^{2}{\textrm {H}}}, {\displaystyle {}_{3}^{6}{\textrm {Li}}}, {\displaystyle {}_{5}^{10}{\textrm {B}}}, {\displaystyle {}_{7}^{14}{\textrm {N}}}. Серед ізобар із непарними A зазвичай стабільний лише один. У разі ж парних {\displaystyle ~A} часто трапляються по два, три й більше стабільних ізобар, отже, парно-парні ядра найстабільніші, а найменш стабільні — непарно-непарні. Ці явища свідчать про те, що як нейтрони, так і протони виявляють тенденцію поєднуватися парами з антипаралельними спінами, що призводить до порушення плавності наведеної вище залежності енергії зв'язку від {\displaystyle ~A}.
| Z       | N=A-Z   | A       | Число нуклідів |
| ------- | ------- | ------- | -------------- |
| Парне   | Парне   | Парне   | 167            |
| Парне   | Непарне | непарне | 55             |
| непарне | парне   | непарне | 53             |
| непарне | непарне | парне   | 4              |

Таким чином, парність числа протонів або нейтронів додає ядру певного запасу стійкості, що призводить до можливості існування декількох стабільних нуклідів, які відрізняються кількістю нейтронів (для ізотопів) або кількістю протонів (для ізотонів). Крім того, парність числа нейтронів у складі важких ядер визначає їхню здатність ділитися під впливом нейтронів.

## Ядерні реакції
Ядро одного хімічного елемента можна перетворити на ядро іншого за допомогою ядерної реакції. Ядерні реакції синтезу відбуваються при зіткненні дуже швидких ядер. Енергії зіткнення має вистачити на подолання кулонівського бар'єра, тобто сил електростатичного відштовхування між позитивно зарядженими ядрами. Виняток становлять реакції, в яких одним із реагентів є незаряджена частинка — нейтрон.

## Теоретичні моделі ядра
Хоча Стандартна модель успішно пояснює взаємодію кварків, з яких складаються нуклони, отримати якісь передбачення щодо поведінки самого ядра досить складно, адже типові відстані між нуклонами значно перевищують масштаби, на яких можна застосовувати теорію збурень для квантової хромодинаміки. Тому історично склалося так, що результати експериментів пояснювались доволі грубими, неідеальними моделями. На сьогодні існує багато різних історичних моделей атомного ядра, жодна з яких до кінця не пояснює експериментальні дані щодо структури ядра.

### Краплинна модель
Запропонована Нільсом Бором 1936 року. Ядро розглядається як крапля рідини, що обертається. У цій моделі компроміс між далекодіючими електромагнітними силами й відносно близькодіючими ядерними силами викликає поведінку, що нагадує сили поверхневого натягу в краплях рідини. Основним передбаченням є формула Вайцзеккера — залежність енергії зв'язку ядра від його атомного й масового числа:
{\displaystyle E_{B}=a_{V}A-a_{S}A^{2/3}-a_{C}{\frac {Z^{2}}{A^{1/3}}}-a_{A}{\frac {(A-2Z)^{2}}{A}}\pm \delta (A,Z)}
Попри успіх в описі зміни енергії ядер при реакціях, їх об'єму і т. д., ця формула не в змозі пояснити існування магічних ядер, які успішно описує оболонкова модель.

### Оболонкова модель
Запропонована в 30-ті роки ХХ сторіччя[джерело?]. Оболонкова модель атомного ядра будується аналогічно оболонковій моделі атома. Тільки оболонки (в самоузгодженому полі ядра) заповнюють не електрони, а протони та нейтрони. Теорія чудово пояснює особливості дискретного спектра рівнів ядра. Інший визначний успіх теорії — передбачення існування магічних ядер.

#### Спектри ядер
Згідно з квантовою механікою зв'язані частинки (тобто частинки, кінетична енергія яких менша за абсолютне значення потенціальної) можуть перебувати лише в станах із певними дискретними значеннями енергій, тобто мають дискретний спектр. Оскільки ядро — система зв'язаних нуклонів, воно має дискретний спектр енергій.
Розташування енергетичних рівнів ядра в першому наближенні:
{\displaystyle ~D=ae^{-b\ {\sqrt {E^{*}}}}}, де
- {\displaystyle ~D} — середня відстань між рівнями,
- {\displaystyle ~E^{*}} — енергія збудження ядра,
- {\displaystyle ~a} та {\displaystyle ~b} — коефіцієнти, сталі для даного ядра,
- {\displaystyle ~a} — середня відстань між першими збудженими рівнями (для легких ядер приблизно 1 МеВ, для важких — 0,1 МеВ)
- {\displaystyle ~b} — константа, що визначає швидкість ущільнення рівнів при збільшенні енергії збудження (для легких ядер приблизно 2 МеВ−1/2, для важких — 4 МеВ−1/2).

Зі зростанням енергії збуджені рівні швидше зближуються у важких ядер. Щільність рівнів також залежить від парності числа нейтронів у ядрі. Для ядер із парними (особливо магічними) числами нейтронів щільність рівнів менша, ніж для ядер із непарними.
У всіх збуджених станах ядро може перебувати лише скінчений час. Стани, енергія збудження яких менша від енергії зв'язку частинки (нейтрона або протона) чи групи частинок (наприклад, альфа-частинки), називають зв'язаними. Перехід із такого збудженого стану в основний може відбуватися лише шляхом випромінювання електромагнітного кванта відповідної енергії (зазвичай гамма-кванта). Стани з енергією збудження, що перевищує енергію зв'язку окремих частинок або груп частинок, називаються квазістаціонарними. У цьому випадку перехід збудженого ядра в основний стан може супроводжуватися не лише випромінюванням гамма-кванта, а й випромінюванням частинки або групи частинок (з утворенням іншого ядра).

#### Магічні ядра
Ядра, в яких нуклони повністю заповнюють зовнішній енергетичний рівень (тобто оболонку, звідки й пішла назва теорії), мають більшу енергію зв'язку, а отже, стабільніші порівняно з іншими. Кількість станів для основного квантового числа утворює ряд: 2, 8, 20, 28, 50, 82, 126. Це так звані «магічні числа». Особливою стабільністю відрізняються двічі магічні ядра, в яких і нейтрони, і протони (окремо) містяться саме в такій кількості, щоб заповнити певну кількість оболонок.

### Інші моделі
Інші моделі ядра з успішними передбаченнями:
- Узагальнена модель Бора — Моттельсона.
- Кластерна модель ядра
- Модель нуклонних асоціацій
- Оптична модель ядра
- Надтекуча модель ядра
- Статистична модель ядра

## Утворення
Першими внаслідок Великого вибуху виникли протони й електрони, з яких надалі утворився Гідроген. Під час первинного нуклеосинтезу приблизно 25 % Гідрогену (за масою) перетворилося на гелій-4. Також утворилася незначна кількість літію, дейтерію та інших, нестабільних ізотопів. Ядра більшості хімічних елементів, що є в природі, утворилися як продукт нуклеосинтезу, що відбувався (і відбувається) у надрах зір. Утворені ядра потрапляють у міжзоряний простір шляхом скидання оболонок та під час спалахів наднових. Із часом розсіяна речовина знов утворює зорі (та планети навколо них).

## Наука
Ядра атомів та їхні перетворення вивчає ядерна фізика. В Україні над фундаментальними проблемами ядерної фізики працюють Інститут ядерних досліджень НАН України та Харківський фізико-технічний інститут. Світовими лідерами є такі центри, як CERN (Асосійованим членом якого Україна стала в 2013 році), Fermilab, ОІЯД (теж за участі України).